# Terri Lyne Carrington
Terri Lyne Carrington (Medford, 4 augustus 1965) is een Amerikaanse jazzdrummer, componist en producent. Daarnaast geeft ze les aan het Berklee College of Music en leidt ze haar eigen platenlabel.

## Carrière

### Jaren 1960/1970
Terri Lyne Carrington werd geboren binnen een muzikantenfamilie. Haar grootvader Matt Carrington was drummer bij Fats Waller en Chu Berry en haar vader Sonny Carrington was saxofonist bij James Brown. Reeds op vijfjarige leeftijd kon ze saxofoon spelen en op zevenjarige leeftijd nam ze het drumstel over van haar grootvader, die zes maanden voor haar geboorte overleed. Haar eerste leraar werd de drummer Alan Dawson, die drummers als Tony Williams, Steve Smith en Jeff 'Tain' Watts had onderricht.
Reeds als kind speelde Carrington, die vaak werd genoemd als wonderkind, met jazzlegenden als Dizzy Gillespie, Rahsaan Roland Kirk, Oscar Peterson en Joe Williams. Later was ze naast haar soloprojecten als drumster en deels ook als producente werkzaam voor artiesten als Diana Krall, Cassandra Wilson, Dianne Reeves, Herbie Hancock en Wayne Shorter. De jazzauteur en journalist Scott Yanow kenmerkte haar als een van de eerste belangrijke drumsters van de jazz.
In 1975, op tienjarige leeftijd, had ze haar eerste grote optreden tijdens het Wichita Jazz Festival met Clark Terry. Het daaropvolgende jaar hoorden Alma en Lawrence Berk, medeoprichters van het Berklee College of Music in Boston, Carrington tijdens een jamsessie met Oscar Petersons begeleidingsband en ze waren zo enthousiast, dat ze Carrington een volledige studiebeurs gaven. Via de drummer Buddy Rich kreeg Carrington op twaalfjarige leeftijd een bevestigings-contract bij de Avedis Zildjian Company en was daarmee de jongste artieste, die tot dusver werd ondersteund door dit bedrijf.

### Jaren 1980/1990
Vervolgens bezocht ze een keer per week na school het Berklee College. Op 16-jarige leeftijd nam ze met Kenny Barron, Buster Williams, George Coleman en haar vader het persoonlijk album TLC and Friends op. Na afronding van de highschool studeerde ze drie semesters fulltime aan het Berklee College. Tijdens deze periode ontmoette ze muzikanten als Kevin Eubanks, Mike Stern, Branford Marsalis, Pat Metheny, Greg Osby en anderen en werkte met hen. Daarna ontmoette ze de drummer Jack DeJohnette en raakte ze bevriend met hem en zijn vrouw Lydia. Aangemoedigd door DeJohnette ging Carrington in 1983 naar New York, waar ze onder andere werkte met Stan Getz, James Moody, Lester Bowie, Pharoah Sanders, Cassandra Wilson en David Sanborn.
In 1989 verhuisde ze naar Los Angeles en werd drumster bij de band van de Arsenio Hall Show. Daarnaast werkte ze tournees af met Mike Stern, Joe Sample, Al Jarreau, Herbie Hancock en Wayne Shorter. Ook in 1989 bracht Carrington haar eerste eigen album Real Life Story uit, dat werd geproduceerd door haarzelf en Robert Irving III en uitgebracht door PolyGram. Aan het album werkten naast Carrington Wayne Shorter, Dianne Reeves, Hiram Bullock, Carlos Santana, Patrice Rushen, John Scofield, Grover Washington jr. en Gerald Albright mee. Het grootste gedeelte van de nummers van het album werden bovendien gecomponeerd door Carrington. Het album werd genomineerd voor een Grammy Award en plaatste zich als nummer 3 in de Top Contemporary Jazz Albums van de Billboard-hitlijst.
Daarna werkte ze niet alleen als drumster, maar ook als componiste en producente met onder andere Gino Vannelli, Dianne Reeves, Siedah Garrett, Marilyn Scott, de Deense popzangers Stig Rossen en Monique en de jazzmuzikanten Chris Minh Doky en Niels Lan Doky (Doky Brothers). Het door Carrington geproduceerde album That Day (1997) van Dianne Reeves werd genomineerd voor een Grammy Award.
Internationaal succes kwam in 1998 door de samenwerking met Joni Mitchell en Stevie Wonder aan het album Gershwin's World van Herbie Hancock. Het album kreeg de Grammy Awards 1999 in de categorie «Best Instrumental Jazz Performance, Individual or Group». Vervolgens nam ze ook deel aan de Europese tournee van Hancocks project Future 2 Future.

### Jaren 2000
In 2002 verscheen het album Jazz is a Spirit, waaraan naast haar band (Adam Rogers (gitaar), Jimmy Haslip (bas) en Greg Osby (saxofoon)) ook Herbie Hancock, Gary Thomas, Wallace Roney, Terence Blanchard en Kevin Eubanks meewerkten. Het merendeel van de nummers werd geschreven door Carrington. De titel Jazz is a Spirit is een citaat van de jazzzangeres Abbey Lincoln uit een podiumdiscussie met als thema jazz. Het album werd uitgebracht door het Duitse label ACT van Siegfried Loch in februari 2002, terwijl het in de Verenigde Staten pas in september verkrijgbaar was. Het contact met Loch had Carrington via de Franse gitarist Nguyên Lê opgebouwd, bij wiens album Purple: Celebrating Jimi Hendrix (2003) ze betrokken was.
In oktober 2002 werd aan het Berklee College voor de eerste keer het door Zildjian geschonken Terri Lyne Carrington Endowed Scholarship toegekend. De studiebeurs wordt uitsluitend toegekend aan vrouwelijke instrumentalisten. In september 2003 kreeg Carrington, die ook slagwerk onderricht aan de University of Southern California, het eredoctoraat van het Berklee College of Music. Sinds 2005 is ze docente in de percussie-faculteit van het Berkley College.
In 2004 verscheen haar derde eigen album Structure. Het werd opgenomen in dezelfde bezetting als Jazz is a Spirit en eveneens uitgebracht bij ACT. Ofschoon Jazz is a Spirit, uitgezonderd het door de acteur Malcolm-Jamal Warner (The Cosby Show) gesproken gedeelte van het titelnummer, een puur instrumentaal album is, treedt Carrington op Structure met Joni Mitchells Ethiopia zelf ook als zangeres op de voorgrond.
Samen met de pianist en toetsenist Robert Irving III, met wie ze al haar eerste album Real Life Story produceerde, richtte Carrington in 2007 het label Sonic Portraits op. De eerste publicatie bij Sonic Portraits was Irvings album New Momentum, dat door Carrington co-geproduceerd werd.
In 2011 bracht Carrington het album The Mosaic Project uit, waarbij talrijke zangers meewerkten. Daarvoor kreeg ze haar eerste eigen Grammy Award voor het beste jazz-zangalbum van het jaar.
Twee jaar later verscheen met Money Jungle: Provocative in Blue weer een voornamelijk instrumentaal album, waarvoor ze in 2014 weer een Grammy Award kreeg. Het album was bedacht als hommage aan het precies vijftig jaar eerder ontstane pianotrio-album Money Jungle, waarbij de intussen meer dan zestig oude Duke Ellington de twee protagonisten Charles Mingus (bas) en Max Roach (drums) van de bop-generatie ontmoette. Carrington aanvaardde met de jonge Gerald Clayton (piano) en Christian McBride (bas) het trioformat, breidde het echter bij afzonderlijke nummers uit met blazersarrangementen, een percussionist, zang van Lizz Wright, een goedgehumeurde scat van Clark Terry en Herbie Hancock en samples van Martin Luther King tot president Barack Obama. Alleen de composities van Ellington werden gespeeld, die hij speciaal had geschreven voor de sessie, gecompleteerd met eigen composities van Carrington en Clayton.

## Discografie
Opnamen onder eigen naam
- 1989: Real Life Story (Verve Forecast/PolyGram)
- 2002: Jazz Is a Spirit (ACT)
- 2004: Structure (ACT)
- 2009: More to Say (Real Life Story: NextGen) (E1 Entertainment/Koch)
- 2011: The Mosaic Project (Concord Jazz), met Geri Allen, Patrice Rushen, Helen Sung, Esperanza Spalding, Ingrid Jensen, Tineke Postma, Anat Cohen, Sheila E., Nona Hendryx, Gretchen Parlato, Dee Dee Bridgewater, Dianne Reeves, Cassandra Wilson, Carmen Lundy en anderen
- 2013: Money Jungle – Provocative in Blue (Concord Jazz)
- 2015: The Mosaic Project: Love and Soul (Concord/Universal)
- 2019: Waiting Game (Motema), van Terri Lyne Carrington & Social Science
- 2022: New Standards Vol. 1 (Candid Records)
- 2025: We Insist 2025!, met Christie Dashiell (Candid Records)

Als begeleidingsmuzikante
- 1985: Rufus Reid Trio – Seven Minds (Sunnyside)
- 1986: Mulgrew Miller – Work! (Landmark)
- 1987: Michele Rosewoman – Quintessence (Enja)
- 1988: Cassandra Wilson – Blue Skies (JMT)
- 1988: Wayne Shorter – Joy Rider (Columbia)
- 1989: John Scofield – Flat Out (Gramavision)
- 1992: Gary Thomas – Till We Have Faces (JMT)
- 1993: Gary Thomas – Exile's Gate (JMT)
- 1994: Wayne Shorter – High Life (Verve)
- 1996: Danilo Pérez – Panamonk (Impulse!)
- 1997: Dianne Reeves – That Day (Blue Note)
- 1998: Herbie Hancock – Gershwin’s World (Verve)
- 2000: Greg Osby – The Invisible Hand (Blue Note)
- 2002: Herbie Hancock – Future 2 Future – Live (DVD, Columbia)
- 2002: Nguyên Lê – Purple – Celebrating Jimi Hendrix (ACT)
- 2003: Cassandra Wilson – Glamoured (Blue Note)
- 2005: Herbie Hancock’s Headhunters – Watermelon Man (Tokyo 2005) (DVD, JazzDoor)
- 2005: Rita Coolidge – And So Is Love (King)
- 2009: Tineke Postma – The Traveller (T2 Entertainment)
- 2010: Esperanza Spalding – Chamber Music Society (Heads Up)